# NASCAR Winston Cup 1999
De NASCAR Winston Cup 1999 was het 51e seizoen van het belangrijkste NASCAR kampioenschap dat in de Verenigde Staten gehouden wordt. Het seizoen startte op 14 februari met de Daytona 500, voorafgegaan door de exhibitiewedstrijd Budweiser Shootout en de Daytona kwalificatieraces Gatorade Duels en eindigde op 21 november met de NAPA 500. Het kampioenschap werd gewonnen door Dale Jarrett. De trofee rookie of the year werd gewonnen door Tony Stewart.

## Races
Top drie resultaten, exhibitie- en kwalificatiewedstrijden staan niet vermeld.
| '  | Datum  | Race                              | Circuit                         | Winnaar        | Tweede          | Derde           |
| 1  | 14-feb | Daytona 500                       | Daytona International Speedway  | Jeff Gordon    | Dale Earnhardt  | Kenny Irwin Jr. |
| 2  | 21-feb | BIG KMart/Dura Lube 400           | North Carolina Speedway         | Mark Martin    | Dale Jarrett    | Bobby Labonte   |
| 3  | 7-mrt  | Las Vegas 400                     | Las Vegas Motor Speedway        | Jeff Burton    | Ward Burton     | Jeff Gordon     |
| 4  | 14-mrt | Cracker Barrel 500                | Atlanta Motor Speedway          | Jeff Gordon    | Bobby Labonte   | Mark Martin     |
| 5  | 21-mrt | TranSouth Financial 400           | Darlington Raceway              | Jeff Burton    | Jeremy Mayfield | Jeff Gordon     |
| 6  | 28-mrt | Primestar 500                     | Texas Motor Speedway            | Terry Labonte  | Dale Jarrett    | Bobby Labonte   |
| 7  | 11-apr | Food City 500                     | Bristol Motor Speedway          | Rusty Wallace  | Mark Martin     | Dale Jarrett    |
| 8  | 18-apr | Goody's Body Pain 500             | Martinsville Speedway           | John Andretti  | Jeff Burton     | Jeff Gordon     |
| 9  | 25-apr | DieHard 500                       | Talladega Superspeedway         | Dale Earnhardt | Dale Jarrett    | Mark Martin     |
| 10 | 2-mei  | California 500                    | California Speedway             | Jeff Gordon    | Jeff Burton     | Bobby Labonte   |
| 11 | 15-mei | Pontiac Excitement 400            | Richmond International Raceway  | Dale Jarrett   | Mark Martin     | Bobby Labonte   |
| 12 | 30-mei | Coca-Cola 600                     | Charlotte Motor Speedway        | Jeff Burton    | Bobby Labonte   | Mark Martin     |
| 13 | 6-jun  | MBNA Platinum 400                 | Dover International Speedway    | Bobby Labonte  | Jeff Gordon     | Mark Martin     |
| 14 | 13-jun | Kmart 400                         | Michigan International Speedway | Dale Jarrett   | Jeff Gordon     | Jeff Burton     |
| 15 | 20-jun | Pocono 500                        | Pocono Raceway                  | Bobby Labonte  | Jeff Gordon     | Dale Jarrett    |
| 16 | 27-jun | Save Mart/Kragen 350              | Infineon Raceway                | Jeff Gordon    | Mark Martin     | John Andretti   |
| 17 | 3-jul  | Pepsi 400                         | Daytona International Speedway  | Dale Jarrett   | Dale Earnhardt  | Jeff Burton     |
| 18 | 11-jul | Jiffy Lube 300                    | New Hampshire Motor Speedway    | Jeff Burton    | Kenny Wallace   | Jeff Gordon     |
| 19 | 25-jul | Pennsylvania 500                  | Pocono Raceway                  | Bobby Labonte  | Dale Jarrett    | Mark Martin     |
| 20 | 7-aug  | Brickyard 400                     | Indianapolis Motor Speedway     | Dale Jarrett   | Bobby Labonte   | Jeff Gordon     |
| 21 | 15-aug | Frontier at the Glen              | Watkins Glen International      | Jeff Gordon    | Ron Fellows     | Rusty Wallace   |
| 22 | 22-aug | Pepsi 400                         | Michigan International Speedway | Bobby Labonte  | Jeff Gordon     | Tony Stewart    |
| 23 | 28-aug | Goody's Headache Powder 500       | Bristol Motor Speedway          | Dale Earnhardt | Jimmy Spencer   | Ricky Rudd      |
| 24 | 5-sep  | Pepsi Southern 500                | Darlington Raceway              | Jeff Burton    | Ward Burton     | Jeremy Mayfield |
| 25 | 11-sep | Exide NASCAR Select Batteries 400 | Richmond International Raceway  | Tony Stewart   | Bobby Labonte   | Dale Jarrett    |
| 26 | 19-sep | Dura Lube/Kmart 300               | New Hampshire Motor Speedway    | Joe Nemechek   | Tony Stewart    | Bobby Labonte   |
| 27 | 26-nov | MBNA Gold 400                     | Dover International Speedway    | Mark Martin    | Tony Stewart    | Dale Jarrett    |
| 28 | 3-okt  | NAPA Autocare 500                 | Martinsville Speedway           | Jeff Gordon    | Dale Earnhardt  | Geoff Bodine    |
| 29 | 10-okt | UAW-GM Quality 500                | Charlotte Motor Speedway        | Jeff Gordon    | Bobby Labonte   | Mike Skinner    |
| 30 | 17-okt | Winston 500                       | Talladega Superspeedway         | Dale Earnhardt | Dale Jarrett    | Ricky Rudd      |
| 31 | 24-okt | Pop Secret Microwave Popcorn 400  | North Carolina Speedway         | Jeff Burton    | Ward Burton     | Bobby Labonte   |
| 32 | 7-nov  | Checker Auto Parts/Dura Lube 500  | Phoenix International Raceway   | Tony Stewart   | Mark Martin     | Bobby Labonte   |
| 33 | 14-nov | Pennzoil 400                      | Homestead-Miami Speedway        | Tony Stewart   | Bobby Labonte   | Jeff Burton     |
| 34 | 21-nov | NAPA 500                          | Atlanta Motor Speedway          | Bobby Labonte  | Dale Jarrett    | Jeremy Mayfield |

## Eindstand - Top 10
| 1  | Dale Jarrett   | 5262 |
| 2  | Bobby Labonte  | 5061 |
| 3  | Mark Martin    | 4943 |
| 4  | Tony Stewart   | 4774 |
| 5  | Jeff Burton    | 4733 |
| 6  | Jeff Gordon    | 4620 |
| 7  | Dale Earnhardt | 4492 |
| 8  | Rusty Wallace  | 4155 |
| 9  | Ward Burton    | 4062 |
| 10 | Mike Skinner   | 4003 |